# Mirjam Bolle-Levie
Mirjam Sophie Bolle-Levie (Amsterdam, 20 maart 1917) is een Nederlandse Holocaustoverlevende. Zij werkte tijdens de Tweede Wereldoorlog als secretaresse bij de Joodse Raad en geniet vooral bekendheid vanwege de publicatie van haar oorlogsdagboek Ik zal je beschrijven hoe een dag er hier uitziet

## Levensloop
Bolle-Levie werd geboren als de oudste dochter van Sara Levie–Oesterman en Moritz Jacob Levie. Zij had een jongere zus, Sophie Greta (Bobby) genoemd. Haar vader had een sterke zionistische inslag. Moritz Levie was voorzitter van het Joods Nationaal Fonds en zijn beide dochters waren actief bij de zionistische jeugdvereniging Zichron Jaakov. Daar leerde zij haar toekomstige man Lucas Leonard (Leo) Bolle (later veranderde hij zijn naam naar Menachem) kennen. Zij was zijn secretaresse, tot Leo Bolle in 1938 naar Palestina emigreerde. Na zijn vertrek vond Bolle-Levie werk als secretaresse bij het Comité voor Joodsche Vluchtelingen. Officieel werkte ze als secretaresse onder David Cohen, maar ze had vooral veel te maken met Raphael Henri Eitje die belast was met de dagelijkse gang van zaken.
Het plan was dat Bolle-Levie ook naar Palestina zou emigreren, maar daar kwam na de Duitse inval van mei 1940 niets van terecht. Het Comité voor Joodsche Vluchtelingen ging na de vorming van de Joodse Raad daarin op. Bolle-Levie bleef werken voor Eitje die het hoofd werd van de afdeling die hulp aan niet-Nederlandse Joden bood. Haar toekomstige zwager Max Bolle was algemeen secretaris van de Joodse Raad. Levie was af en toe te vinden in de Hollandse Schouwburg waar ze hielp bij de registratie van nieuwkomers en hielp - sterk tegen haar zin - aan het opstellen van lijsten van Joden die in aanmerking kwamen voor deportatie.
Door haar werk bij de Joodse Raad kon Bolle-Levie lange tijd rekenen op een "sperre" die haar vrijwaarde van transport. Zij overwoog in 1943 om zelf onder te duiken, maar vreesde dat de consequenties veel ernstiger waren wanneer ze alsnog gepakt werd. Haar vader en zus werden in mei 1943 opgepakt tijdens een razzia en naar Kamp Westerbork overgebracht. Tijdens de razzia van 20 juni 1943 werd ook Bolle-Levie zelf opgepakt. Haar moeder en toekomstige schoonouders volgden kort daarna.
In Westerbork was het gezin-Levie in eerste instantie gevrijwaard van deportatie, omdat zij beschikten over een Palestinacertificaat. Op 11 januari 1944 werd het gezin alsnog op transport gezet naar Bergen-Belsen. In juni 1944 maakte Bolle-Levie deel uit van een uitwisselingstransport, bestaande uit 222 Joden. Zij werden geruild tegen Duitse Tempeliers die aan het begin van de oorlog in Palestina gevangen waren genomen. In Palestina werd Bolle-Levie herenigd met haar toekomstige man. Het echtpaar kreeg drie kinderen, waarvan het er twee verloor in dienst van de nieuwe staat Israël.
Na het vertrek van Leo Bolle naar Palestina had Mirjam brieven aan hem geschreven die ze niet kon versturen, maar wel bewaard had. In 2003 werden de brieven in dagboekvorm uitgegeven onder de titel Ik zal je beschrijven hoe een dag er hier uitziet. Door haar centrale rol binnen de Joodse Raad vormt het dagboek een belangrijke bron over het functioneren van die organisatie.
Bolle-Levie speelde ook een vaste rol in de BNNVARA-documentaire Het Beloofde Land uit 2023 van Coen Verbraak. In 2024 werd ze gespeeld door Tanya Zabarylo in de serie De Joodse Raad.
Op 23 september 2024 ontving ze de Amsterdamse Andreaspenning voor haar decennialange inzet voor onderwijs over de Holocaust. Sinds het overlijden van de 113-jarige Rose Girone in februari 2025 is Bolle-Levie voor zover bekend de oudste nog-levende Holocaustoverlevende.
- Bibliothèque nationale de France: cb150925059 (data)
- Digitale Bibliotheek voor de Nederlandse Letteren: boll025
- Gemeinsame Normdatei: 128851678
- International Standard Name Identifier: 0000 0000 7847 4709
- Library of Congress Control Number: n2004038212
- Nationale Bibliotheek van Israël: 987007258948405171
- Système universitaire de documentation: 108016099
- Virtual International Authority File: 27358283
- WorldCat: E39PBJjXjB9ygVqq84KBjRQpfq